# 서럽 밴 오먼
마크 "서럽" 밴 오먼(영어: Mark "Thurop" Van Orman, 1976년 4월 26일~)은 미국의 작가, 감독, 만화가이다. 대표작으로 《이상한 바다의 플랩잭》이 있다. 캘리포니아 인스티튜트 오브 디 아츠에서 애니메이션을 전공하였다.